# Enolmis bimerdella
Enolmis bimerdella is een vlinder uit de familie dikkopmotten (Scythrididae). De wetenschappelijke naam is voor het eerst geldig gepubliceerd in 1859 door Otto Staudinger.
De soort komt voor in Europa.